# Joseph Weston Nicholl
Joseph Weston Nicholl (Halifax, 1875 – Londen, 27 april 1925) was een Brits componist, dirigent, organist, pianist en violist. Hij was een zoon van de organist aan de "Rishworth Independent Church" Samuel Nicholl (1842-1911).

## Levensloop
Nicholl kreeg natuurlijk zijn eerste muzieklessen van zijn vader. Hij studeerde viool bij Joseph Joachim in Berlijn, muziektheorie, compositie en orgel bij zowel Joseph Rheinberger in München (1899) alsook bij Alexandre Guilmant in Parijs. 
Hij was dirigent van de West Riding Military Band (1908-1910), van de Black Dyke Mills Brass Band (1910-1912) en van de Yorkshire Military Band in 1914. In de laatste jaren van zijn leven kon hij wegens tuberculose zijn werkzaamheden als dirigent niet meer uitoefenen. 
Hij arrangeerde klassieke werken voor brassband die ook in de 21e eeuw nog uitgevoerd worden, bijvoorbeeld Antonín Dvořák: Symfonie nr. 9 in e mineur, op. 95, "Uit de nieuwe wereld": 4e deel, Allegro con fuoco; Johann Sebastian Bach: Fuge in g mineur; Julius Reubke: Orgel Sonate über Psalm 94 en Franz Liszt: Hongaarse Rapsodie nr. 1. Als componist schreef hij werken voor orkest, harmonieorkest, brassband, een opera, liederen, kamermuziek en stukken voor orgel en piano.

## Composities

### Werken voor orkest
- 1904 Concert Overture, voor orgel en orkest
- In English Seas, symfonisch gedicht

### Werken voor harmonieorkest en brassband
- 1907 Bavarian Eclogue, idylle voor harmonieorkest
- 1907 Im Rosenhain, nocturne voor harmonieorkest
- 1923 The Viking, symfonisch gedicht
- Commemorative Ode and March for the Jubilee of the opening of the Halifax People's Park, voor harmonieorkest
- Festival Overture, voor harmonieorkest
- Gypsy selection, voor brassband

### Muziektheater

#### Opera's
| Voltooid in | titel  | aktes | première | libretto |
| ----------- | ------ | ----- | -------- | -------- |
|             | Comala |       |          |          |

### Vocale muziek

#### Liederen
- 1919 My Flower the Fairest, voor tenor en piano -
- 1920 I opened my window, voor zangstem en piano (opgedragen aan: Nellie Judson) - tekst: Fred. G. Bowles
- 1920 The Bells of Ys (Les Cloches d'Ys), voor zangstem (contralto of bariton) en piano - tekst: John Oxenham

### Kamermuziek
- Scherzo voor orgel en piano

### Werken voor piano
- Carillon

## Referentie
1. ↑  zie: Die Münchener Musikschultagebücher (Inspektionsbücher) von Josef Rheinberger (1867-1891) (nummer 525)
2. ↑  zie: Civic Opening: The First World War had started in August 1914....Concert Programme included...The Yorkshire Military Band (conducted by J. Weston Nicholl) (gearchiveerd)